# Cosa nuestra (álbum de Rauw Alejandro)
«Cosa nuestra» es el quinto álbum de estudio del cantante puertorriqueño Rauw Alejandro. Fue lanzado el 15 de noviembre de 2024 a través de Sony Music Latin y Duars Entertainment. Contiene apariciones de artistas como Pharrell Williams, Romeo Santos, Feid, Alexis & Fido, Bad Bunny, Laura Pausini, Latin Mafia, Marconi Impara, Yan Block y Mr. NaisGai.
El título del álbum es en referencia al álbum homónimo de 1969 del dúo de salsa Willie Colón & Héctor Lavoe.
El anuncio de Cosa nuestra fue en la entrega de Premios Grammy Latinos.

## Antecedentes y lanzamiento
En 2023, tras lanzar su cuarto álbum de estudio Playa Saturno, el cantante dijo que se iba a tomar un descanso por un tiempo, ya que no estaba seguro de cuando lanzaría otro álbum.
El 7 de marzo de 2024, el cantante reveló información sobre su quinto álbum de estudio durante una videollamada con CR Fashion Book, donde afirmó que comenzaría una nueva era en su carrera. También reveló que el álbum todavía estaba siendo producido ejecutivamente por él, pero también estaba aprendiendo a tocar otros instrumentos, incluida la batería, el piano y la guitarra.
El 23 de mayo, se lanzó el sencillo debut «Touching the Sky» confirmando aún más las expectativas sobre el próximo quinto álbum de estudio del cantante.
El 8 de junio, reveló más detalles a Billboard que se inspiró en el musical West Side Story para sus presentaciones en vivo y su álbum, y luego se burló de su quinto álbum de estudio en Today al considerar que las canciones del mismo eran «demasiado buenas para estar dentro del estudio». Asimismo, el 18 de julio, se lanzó el segundo sencillo «Déjame entrar» donde en el video musical se reveló el nombre del álbum como Cosa nuestra y que sería lanzado alrededor del otoño de 2024. El título del álbum hace referencia al álbum homónimo de 1969 de los músicos salseros Willie Colón y Héctor Lavoe, mientras que también se titula en honor a la mafia siciliana, que también se conoce como Cosa Nostra.
El 26 de septiembre, cuando se lanzó el tercer sencillo «Pasaporte», se reveló la fecha del lanzamiento del álbum, programado para el 15 de noviembre. El 11 de noviembre, se reveló la lista de canciones del álbum y las colaboraciones.

## Concepto y grabación
Después de que Rauw Alejandro interpretara una versión de «Se fue» de la cantante italiana Laura Pausini en la 24.ª entrega anual del Latin Grammy el 16 de noviembre de 2023, reveló durante una entrevista que ambos estaban trabajando en una versión de estudio y dueto de la canción juntos, convirtiéndose en una colaboración que fue muy esperada entre los fanáticos. Cuando se reveló la lista de canciones del álbum, se incluyó como la decimotercer pista.
Para el concepto del álbum, el cantante creó un personaje que lleva su primer y segundo nombre, Raúl Alejandro, que dice que emite un «ambiente de telenovela». Se imagina a su personaje como un adulto que vive en la ciudad de Nueva York durante la era de la migración puertorriqueña a la ciudad de Nueva York. Debido a que no le gusta «repetir proyectos», visualizó los planes de dirección del álbum durante un largo período de tiempo, declarando a Billboard: «Me siento en casa, leo un libro, fumo un porro con un poco de café, miro al cielo y planifico lo que viene». Aunque es su quinto álbum de estudio, Rauw Alejandro considera a Cosa nuestra su cuarto álbum «de los círculos», refiriéndose a sus primeros tres álbumes de estudio, que tienen círculos en sus ilustraciones.

## Composición
Cosa nuestra ha sido descrito principalmente como un álbum de salsa y reguetón, que contiene fusiones de otros géneros como afrobeats, bolero, country, disco, electrónica, jazz latino, pop latino, R&B latino, trap latino, merengue, rock latino y synth pop dentro de sus 18 pistas.

### Canciones
El álbum comienza con «Cosa nuestra», mismo título del álbum; una canción de bolero y salsa que captura la esencia de navegar el amor mientras se lidia con corazones rotos pesados y cicatrices emocionales. Le sigue «Déjame entrar», una canción que mezcla vibrantemente sonidos latinos como el afrobeat, reguetón y dancehall. Presenta una narrativa donde el cantante expresa su anhelo de estar con alguien y explora la conexión física y emocional que comparte con una persona. La tercera pista «Qué pasaría...» junto al cantante puertorriqueño Bad Bunny, es una canción de reguetón que presenta letras que se centran principalmente en dos personas que reflexionan sobre su relación. La cuarta canción «Tú con él» es un cover de la canción de salsa del mismo nombre del cantautor puertorriqueño Frankie Ruiz. En la quinta canción «Committed» una colaboración con el cantante estadounidense Pharrell Williams, se puede escuchar a Rauw Alejandro cantando en inglés también. Encapsula una visión moderna de las relaciones donde la lujuria y el amor se entrelazan. La sexta pista «Espresso Martini» junto a los cantantes puertorriqueños Marconi Impara y Yan Block, es una canción de trap que encapsula la emoción y complejidad de la vida moderna. En «Baja pa' acá» con el dúo puertorriqueño Alexis & Fido, es una canción de reguetón y con ciertos elementos de trap y pop en algunos momentos de la canción y, líricamente, encarna temas de deseo, seducción e intimidad juguetona. «Ni me conozco» explora temas como el desamor, el autodescubrimiento y la lucha por seguir adelante después de una relación. En la pista de trap «Il Capo», se retrata al cantante como una figura en la cima de su juego, dueño de su estatus en la industria musical mientras se dirige a competidores y críticos. En la décima pista de reguetón «Revolú» junto al cantante colombiano Feid, que además incluye versos de una chica; captura la esencia de la vida nocturna urbana y el romance despreocupado. En «Mil mujeres» se capturan las complejas emociones del amor, la atracción y la independencia. Su siguiente pista, «Khé?» junto al cantante estadounidense Romeo Santos, es una canción que fusiona pop, R&B, reguetón y bachata. Su lírica crea una narrativa que nos desafía a reconocer los verdaderos sentimientos y la complejidad del amor, instándonos a enfrentar en lugar de huir de las emociones. Le sigue una nueva versión de «Se fue» junto a la cantante italiana Laura Pausini, incluyendo más EDM y electropop. La decimocuarta pista «Pasaporte» junto al productor Mr. NaisGai, es una canción electropop que transmite una actitud despreocupada hacia la vida, enfatizando la naturaleza transitoria de las experiencias y la importancia de disfrutar el presente. En «Touching the Sky», una canción de disco y electrofunk, transmite una sensación de euforia y liberación en el contexto de una relación romántica. «Amar de nuevo» captura los sentimientos complejos que rodean al amor, la vulnerabilidad y el miedo a las heridas del pasado. En la décimoséptima pista «2:12 AM» con la banda mexicana Latin Mafia, es una canción indie pop que transmite una sensación de anhelo que persiste incluso después de reconocer las difíciles realidades involucradas. Su última pista, «SexxxMachine», una canción de funk y synth pop, es una vibrante celebración de la sensualidad, el deseo y la confianza en uno mismo.

## Sencillos
«Touching the Sky» fue lanzado el 23 de mayo de 2024 como primer sencillo del álbum. Su video musical que lo acompaña, que fue dirigido por Martin Seipel y producido por Rocío Taboada, presenta a Alejandro bailando en las calles de la ciudad de Nueva York.
«Déjame entrar» se lanzó el 18 de julio como segundo sencillo, junto con su video musical que cuenta con un cameo del actor estadounidense Adrien Brody.
El tercer sencillo, «Pasaporte» junto al productor Mr. NaisGai, fue lanzado el 26 de septiembre como el tercer sencillo y acompañado de su video musical.
El 5 de diciembre, se lanzó el cuarto sencillo «Khé?» con el cantante estadounidense Romeo Santos.

## Lista de canciones
| Cosa nuestra |                                                    | |          |  |
| N.º          | Título                                             | Escritor(es)                                                                                       | Duración |  |
| 1.           | «Cosa nuestra»                                     | Rauw Alejandro                                                                                     | 4:20     |  |
| 2.           | «Déjame entrar»                                    | Rauw MAG                                                                                           | 4:14     |  |
| 3.           | «Qué pasaría...» (con Bad Bunny)                   | Rauw MAG Bad Bunny                                                                                 | 3:11     |  |
| 4.           | «Tú Con Él»                                        | Eduardo Franco De Silva                                                                            | 4:49     |  |
| 5.           | «Committed» (con Pharrell Williams)                | Rauw Pharrell Williams                                                                             | 2:39     |  |
| 6.           | «Expreso Martini» (con Yan Block y Marconi Impara) | Rauw Marconi Impara Cauty Yan Block                                                                | 3:11     |  |
| 7.           | «Baja pa' acá» (con Alexis & Fido)                 | Rauw Alexis & Fido Cauty                                                                           | 3:20     |  |
| 8.           | «Ni me conozco»                                    | Rauw Alejandro                                                                                     | 3:49     |  |
| 9.           | «IL Capo»                                          | Rauw                                                                                               | 4:09     |  |
| 10.          | «Revolú» (con Feid)                                | Rauw Cauty Feid                                                                                    | 3:35     |  |
| 11.          | «Mil mujeres»                                      | Rauw Alejandro                                                                                     | 2:48     |  |
| 12.          | «Khé?» (con Romeo Santos)                          | Elena Rose Rauw Alejandro Marvin Hawkins Rodríguez Romeo Santos                                    | 3:26     |  |
| 13.          | «Se fue» (con Laura Pausini)                       | Arcangelo Valsiglio Federico Cavalli Pietro Cremonesi Ignacio Ballesteros                          | 4:00     |  |
| 14.          | «Pasaporte» (con Mr. Naisgai)                      | Rauw Alejandro Mr. Naisgai                                                                         | 4:23     |  |
| 15.          | «Touching the sky»                                 | Rauw Alejandro                                                                                     | 3:05     |  |
| 16.          | «Amar de nuevo»                                    | Cauty Rauw Alejandro                                                                               | 4:28     |  |
| 17.          | «2:12 AM» (con Latin Mafia)                        | Rauw Alejandro Emilio De La Rosa Marroquín Milton De La Rosa Marroquín Miguel De La Rosa Marroquín | 3:31     |  |
| 18.          | «SEXXXMACHINE»                                     | Cauty Rauw Timbaland                                                                               | 3:56     |  |